# John Evans, Baron Evans of Parkside
John Evans, Baron Evans of Parkside (* 19. Oktober 1930; † 5. März 2016) war ein britischer Politiker der Labour Party.

## Leben
John Evans besuchte die Jarvis Central School in Tyne and Wear. Nach seinem Schulabschluss arbeitete er von 1946 bis 1952 als Marineschlosser. Anschließend bekam er eine Anstellung als Ingenieur bei der Handelsmarine und engagierte sich bei der Gewerkschaft. Von 1962 bis 1974 war er Mitglied des Urban District in Hebburn, zuletzt zwei Jahre als Vorsitzender. Anschließend wurde er bei den britischen Unterhauswahlen 1974 Abgeordneter der Labour-Partei im Wahlkreis Newton (Lancashire). Von 1976 bis 1978 war er außerdem Abgeordneter im Europaparlament. 1983 wurde er Abgeordneter für den Wahlkreis St Helens North, bis er 1997 David Watts unterlag.
Am 19. April 1997 wurde er zum Life Peer mit dem Titel Baron Evans of Parkside of St. Helens in the County Merseyside ernannt und wurde damit Mitglied des House of Lords. Am 20. April 2015 trat er gemäß dem House of Lords Reform Act 2014 freiwillig von seinem Sitz im House of Lords zurück.
Seit 1959 war er mit Joan Slater verheiratet. Aus dieser Ehe gingen zwei Söhne und eine Tochter hervor.